# Кардинал-протопресвитер
Кардина́л-протопресви́тер (итал. protopresbitero, или реже итал. protoprete, primoprete) — в Коллегии кардиналов — глава сана кардиналов-священников (иногда их называют кардиналы-пресвитеры), первый кардинал-священник в порядке очерёдности. Как и в случае с кардиналом-протодьяконом, является старейшим по возведению в сан кардиналом-священником, но в прошлом происходило несколько исключений этого правила. Этот титул всегда связан со старейшим кардиналом-священником в соответствии с датой его возведения в кардиналы. С XVII века до конца XIX века кардиналом-протопресвитером обычно являлся кардинал с титулярной церковью Сан-Лоренцо-ин-Лучина.
Кардинал-протопресвитер, имеет определённые церемониальные функции, особенно на конклаве, но, с учётом того, что возраст кардинала-протопресвитера, как правило, превышает 80 лет, и он не может участвовать в конклаве, эти церемониальные обязанности отошли в прошлое. С конца XVI века до конца XIX века, кардинал-протопресвитер, обычно выбирал для себя титулярную церковь Сан-Лоренцо-ин-Лучина. 
Кардинал-протопресвитер имеет честь произносить официальную молитву для нового Папы на папской интронизации, после того как кардинал-протодьякон облачает на нового Папу паллий и, прежде чем декан Коллегии кардиналов надевает на Папу кольцо рыбака: так произошло на интронизации Папы римского Бенедикта XVI. Этого не произошло на интронизации Папы Франциска из-за отсутствия кардинала-протопресвитера. На интронизации Папы Льва XIV кардинал-протопресвитер отсутствовал.
На данный момент (20 августа 2025 года, с 14 декабря 2016 года) пост кардинала-протопресвитера Коллегии кардиналов занимает таиландский кардинал Михаил Мичаи Китбунчу, вступивший на эту должность после смерти бразильского кардинала Па́улу Эвари́сту Арнса. Кардинал Китбунчу был возведен в сан папой Иоанном Павлом II, на консистории от 2 февраля 1983 года.

## Список кардиналов-протопресвитеров
...
- кардинал Эрманно — кардинал-протопресвитер (? — 1088);
- кардинал Бонифаций I — кардинал-протопресвитер (1088 — ?);

...
- кардинал Пётр — кардинал-протопресвитер (? — 1099);
- кардинал Иоанн, O.S.B. — кардинал-протопресвитер (1099 — 1117);
- кардинал Амико, O.S.B. — кардинал-протопресвитер (1117 — 1120);
- кардинал Бонифаций II — кардинал-протопресвитер (1120 — 1129);
- кардинал Грегорио Папарески деи Гвидони старший — кардинал-протопресвитер (1129 — 1130);

...
- кардинал Джерардо Каччанемичи дель Орсо — кардинал-протопресвитер (1140 — 1144);
- кардинал Григорий Санта-Мария-ин-Трастевере — кардинал-протопресвитер (1144 — 1155);
- кардинал Гвидо Белладжи — кардинал-протопресвитер (1155 — 1158);
- кардинал Оттавиано ди Монтичелли — кардинал-протопресвитер (1158 — 1159);
- кардинал Райнальдо ди Коллемеццо O.S.B. — кардинал-протопресвитер (1159 — 1165);
- кардинал Джованни Конти — кардинал-протопресвитер (1166 — ?);

...
- кардинал Убальдо Каччанемичи — кардинал-протопресвитер (? — 1171);

...
- кардинал Альберто ди Морра — кардинал-протопресвитер (1182 — 1187 — избран Папой под именем Григорий VIII);
- кардинал Джованни Конти — кардинал-протопресвитер (1187 — 1190);
- кардинал Гийом Шампанский — кардинал-протопресвитер (1191 — 1196);
- кардинал Конрад фон Виттельсбах — кардинал-протопресвитер (1196 — 1200);[8]
- кардинал Пандольфо Маска — кардинал-протопресвитер (1200 — 1201);

...
- кардинал Ченцио — кардинал-протопресвитер (1212 — 1217);
- кардинал Гуала Биккьери — кардинал-протопресвитер (после 1217 — 1227);
- кардинал Леон Бранкалеон, регулярный каноник Святого Фридиана Луккского — кардинал-протопресвитер (1228 — 1230);
- кардинал Томмазо да Капуя — кардинал-протопресвитер (1230 — 1243);
- кардинал Стефано де Нормандис деи Конти — кардинал-протопресвитер (1243 — 1254);
- кардинал Иоанн Толедский, O.Cist. — кардинал-протопресвитер (1254 — 1262);
- кардинал Симоне Пальтинери — кардинал-протопресвитер (1262 — 1277);
- кардинал Анкеро Панталеон — кардинал-протопресвитер (1277 — 1286);
- кардинал Жан Шоле — кардинал-протопресвитер (1286 — 1293);
- кардинал Бенедетто Каэтани — кардинал-протопресвитер (2 августа 1293 — 24 декабря 1294, избран Папой под именем Бонифаций VIII);
- кардинал Пьетро Перегроссо — кардинал-протопресвитер (1294 — 1295);
- кардинал Томмазо д’Окра — кардинал-протопресвитер (1295 — 1300);
- кардинал Жан Лемуан — кардинал-протопресвитер (1300 — 1313);
- кардинал Арно де Кантелю — кардинал-протопресвитер (август — декабрь 1313);
- кардинал Николя Канье де Фреовилль, O.P. — кардинал-протопресвитер (1313 — 1323);
- кардинал Гийом Тесте — кардинал-протопресвитер (1323 — 1326);

...
- кардинал Пильфор де Рабастанс — кардинал-протопресвитер (1328 — 1330);
- кардинал Аннибальдо ди Чеккано — кардинал-протопресвитер (1330 — 1333);
- кардинал Жак Фурнье, O.Cist. — кардинал-протопресвитер (1333 — 20 декабря 1334);
- кардинал Раймон де Мостюэжуль, O.P. — кардинал-протопресвитер (1334 — 1335);
- кардинал Пьер де Шапп — кардинал-протопресвитер (1335 — 1336);
- кардинал Маттео Орсини, O.P. — кардинал-протопресвитер (1336 — 1338);
- кардинал Педро Гомес Барросо старший — кардинал-протопресвитер (1338 — 1341);
- кардинал Эмбер Дюпюи — кардинал-протопресвитер (1341 — 26 мая 1348);
- кардинал Эли Талейран-Перигор — кардинал-протопресвитер (26 мая — ноября 1348);
- кардинал Пьер Бертран старший — кардинал-протопресвитер (1348 — 1349);
- кардинал Гийом Кур O.Cist. — кардинал-протопресвитер (1349 — 1350);
- кардинал Гийом д’Ар O.S.B. — кардинал-протопресвитер (1350 — 1353);
- кардинал Юг Роже — кардинал-протопресвитер (1353 — 1363);
- кардинал Гийом д’Эгрефой старший — кардинал-протопресвитер (1363 — 1367);
- кардинал Пьер де Монтеру — кардинал-протопресвитер (1367 — 1381);
- кардинал Пьетро Пилео да Прата — кардинал-протопресвитер (1381 — 1385);
- кардинал Гийом д’Эгрефой младший — кардинал-протопресвитер (1385);
- кардинал Лука Родольфуччи де Джентили — кардинал-протопресвитер (1385 — январь 1389);
- кардинал Андреа Бонтемпи Мартини — кардинал-протопресвитер (1389 — 1390);
- кардинал Пончелло Орсини — кардинал-протопресвитер (1390 — 1395);
- кардинал Бартоломео Медзавакка — кардинал-протопресвитер (1395 — 1396);
- кардинал Адам Истен, O.S.B. — кардинал-протопресвитер (1396 — 1397 или 1398);
- кардинал Балинт Алшани — кардинал-протопресвитер (1397 или 1398 — 1401);
- кардинал Бертран де Шанак — кардинал-протопресвитер (январь 1401); 
  - кардинал Джованни Пьячентини — кардинал-протопресвитер (1401 — 1404 — псевдокардинал созданный антипапой Климентом VII
- кардинал Жан Алларме де Броньи — кардинал-протопресвитер (1404 — 1405);
- кардинал Пьер де Тюри — кардинал-протопресвитер (1405 — 1408);
- кардинал Анджело д’Анна де Соммарива — кардинал-протопресвитер (1408 — 1409);
  - кардинал Анджело д’Анна де Соммарива — кардинал-протопресвитер (1409 — 1412 — авиньонское послушание);
- кардинал Джованни Доминичи O.P. — кардинал-протопресвитер (1412 — 1419);

...
- кардинал Антонио Панчиера — кардинал-протопресвитер (сентябрь 1427 — 14 марта 1431);

...
- кардинал Доминго Рам-и-Ланаха, C.R.S.A. — кардинал-протопресвитер (март 1434 — 7 марта 1444);
- кардинал Генри Бофорт — кардинал-протопресвитер (1444 — 1449);
- кардинал Луи Алеман, C.R.S.J. — кардинал-протопресвитер (1449 — 1450];
- кардинал Доменико Капраника — кардинал-протопресвитер (1450 — 1458);
- кардинал Петер фон Шаумберг — кардинал-протопресвитер (14 августа 1458 — 12 апреля 1469);
- кардинал Жан Ролен — кардинал-протопресвитер (12 апреля 1472 — 22 июня 1483);
- кардинал Луис Хуан дель Мила-и-Борха — кардинал-протопресвитер (22 июня 1483 — 22 декабря 1510);
- кардинал Хайме Серра-и-Кау — кардинал-протопресвитер (22 декабря 1510 — 20 января 1511);
- кардинал Франсиско де Борха — кардинал-протопресвитер (20 января — 4 ноября 1511);
- кардинал Тамаш Бакоц — кардинал-протопресвитер (4 ноября 1511 — 11 июня 1521);
- кардинал Франсуа-Гийом де Кастельно де Клермон-Людев — кардинал-протопресвитер (июнь 1521 — 18 декабря 1523);

...
- кардинал Робер де Ленонкур — кардинал-протопресвитер (? — 1561);

...
- кардинал Алессандро Фарнезе младший — кардинал-протопресвитер (14 апреля — 12 мая 1564);
- кардинал Джулио делла Ровере — кардинал-протопресвитер (8 августа 1567 — 12 апреля 1570);

...
- кардинал Маркантонио Колонна старший — кардинал-протопресвитер (1586 — 1587);
- кардинал Габриэле Палеотти — кардинал-протопресвитер (1587 — 1589);
- кардинал Микеле Бонелли, O.P. — кардинал-протопресвитер (1589 — 1591);
- кардинал Людовико Мадруццо — кардинал-протопресвитер (1591 — 1597);
- кардинал Джироламо Рустикуччи — кардинал-протопресвитер (1597 — 1598);
- кардинал Педро де Деса — кардинал-протопресвитер (1598 — 1600);
- кардинал Джироламо Симончелли — кардинал-протопресвитер (1598 — 1600);
- кардинал Антонио Мария Сальвиати — кардинал-протопресвитер (1600 — 1602);
- кардинал Симеоне Тальявиа д’Арагонья — кардинал-протопресвитер (1600 — 1602);
- кардинал Джироламо Бернерио, O.P. — кардинал-протопресвитер (1602 — 1603);
- кардинал Джованни Эванджелиста Паллотта — кардинал-протопресвитер (1603 — 24 января 1611);
- кардинал Грегорио Петроккини, O.E.S.A. — кардинал-протопресвитер (24 января 1611 — 17 августа 1611);
- кардинал Бенедетто Джустиниани — кардинал-протопресвитер (17 августа 1611 — 4 июня 1612);
- кардинал Франческо Мария Борбоне дель Монте Санта Мария — кардинал-протопресвитер (4 июня 1612 — 16 сентября 1615);

...
- кардинал Франческо Сфорца — кардинал-протопресвитер (1617 — 5 марта 1618);
- кардинал Оттавио Бандини — кардинал-протопресвитер (1618 — 27 марта 1620);
- кардинал Алессандро Дамашени Перетти — кардинал-протопресвитер (30 марта — 6 апреля 1620);
- кардинал Бартоломео Чези — кардинал-протопресвитер (29 марта — 17 октября 1621);
- кардинал Андреа Барони Перетти Монтальто — кардинал-протопресвитер (1621 — 1624);
- кардинал Доменико Джиннази — кардинал-протопресвитер (1624 — 1626);
- кардинал Карло Гауденцио Мадруццо — кардинал-протопресвитер (2 марта — 16 марта 1626);
- кардинал Карло Эмануэле Пио ди Савойя старший — кардинал-протопресвитер (16 марта 1626 — 14 апреля 1627);
- кардинал Джованни Гарциа Миллини — кардинал-протопресвитер (1627 — 20 августа 1629);
- кардинал Луиджи Каппони — кардинал-протопресвитер (20 августа 1629 — 7 апреля 1659);
- кардинал Джироламо Колонна — кардинал-протопресвитер (21 апреля 1659 — 21 ноября 1661);
- кардинал Джованни Баттиста Мария Паллотта — кардинал-протопресвитер (21 ноября 1661 — 2 июля 1663);
- кардинал Франческо Мария Бранкаччо — кардинал-протопресвитер (2 июля 1663 — 11 октября 1666);
- кардинал Стефано Дураццо — кардинал-протопресвитер (11 октября 1666 — 11 июля 1667);
- кардинал Эрнст Адальберт фон Гаррах — кардинал-протопресвитер (18 июля — 25 октября 1667);
- кардинал Джулио Габриэлли старший — кардинал-протопресвитер (14 ноября 1667 — 30 января 1668);
- кардинал Вирджинио Орсини — кардинал-протопресвитер (30 января 1668 — 18 марта 1671);
- кардинал Ринальдо д’Эсте — кардинал-протопресвитер (18 марта — 24 августа 1671);
- кардинал Чезаре Факкинетти — кардинал-протопресвитер (24 августа 1671 — 14 ноября 1672);
- кардинал Карло Россетти — кардинал-протопресвитер (14 ноября 1672 — 19 октября 1676);
- кардинал Никколо Альбергати Людовизи — кардинал-протопресвитер (19 октября 1676 — 13 сентября 1677);
- кардинал Альдерано Чибо — кардинал-протопресвитер (13 сентября 1677 — 6 февраля 1679);
- кардинал Лоренцо Раджи — кардинал-протопресвитер (6 февраля 1679 — 8 января 1680);
- кардинал Луиджи Омодеи старший — кардинал-протопресвитер (8 января 1680 — 26 апреля 1685);
- кардинал Карло Барберини — кардинал-протопресвитер (30 апреля 1685 — 2 октября 1704);
- кардинал Франческо Нерли — кардинал-протопресвитер (17 ноября 1704 — 8 апреля 1708);
- кардинал Галеаццо Марескотти — кардинал-протопресвитер (30 апреля 1708 — 3 июля 1726);
- кардинал Джузеппе Сакрипанте — кардинал-протопресвитер (31 июля 1726 — 4 января 1727);
- кардинал Джузеппе Ренато Империали — кардинал-протопресвитер (20 января 1727 — 15 января 1737);
- кардинал Джанантонио Давиа — кардинал-протопресвитер (11 февраля 1737 — 11 января 1740);
- кардинал Джулио Альберони — кардинал-протопресвитер (29 августа 1740 — 26 июня 1752);
- кардинал Тома Филипп Вальра д’Энен-Льетар д’Эльзас-Буссю де Шиме — кардинал-протопресвитер (26 июня 1752 – 5 января 1759);
- кардинал Доменико Сильвио Пассионеи — кардинал-протопресвитер (12 февраля 1759 — 5 июля 1761);
- кардинал Иоганн Теодор Баварский — кардинал-протопресвитер (13 июля 1761 — 27 января 1763);
- кардинал Джакомо Одди — кардинал-протопресвитер (21 марта 1763 — 2 мая 1770);
- кардинал Джузеппе Поццобонелли — кардинал-протопресвитер (28 мая 1770 — 27 апреля 1783);
- кардинал Карло Витторио Амедео делле Ланце — кардинал-протопресвитер (27 апреля 1783 — 23 января 1784);
- кардинал Поль д’Альбер де Люин — кардинал-протопресвитер (23 января 1784 — 21 января 1788);
- кардинал Кристоф Антон фон Мигацци — кардинал-протопресвитер (21 января 1788 — 14 апреля 1803);
- кардинал Франческо Карафа делла Спина ди Траэтто — кардинал-протопресвитер (14 апреля 1803 — 20 сентября 1818);
- кардинал Бартоломео Пакка — кардинал-протопресвитер (2 октября 1818 — 21 декабря 1818);
- кардинал Джованни Филиппо Галларати Скотти — кардинал-протопресвитер (21 декабря 1818 — 6 октября 1819);
- кардинал Луис Мария де Бурбон-и-Вальябрига — кардинал-протопресвитер (6 октября 1819 — 19 марта 1823);
- кардинал Джузеппе Фиррао младший — кардинал-протопресвитер (19 марта 1823 — 24 января 1830);
- кардинал Луиджи Руффо Шилла — кардинал-протопресвитер (24 января 1830 — 17 ноября 1832);
- кардинал Чезаре Бранкадоро — кардинал-протопресвитер (17 ноября 1832 — 12 сентября 1837);
- кардинал Жозеф Феш — кардинал-протопресвитер (12 сентября 1837 — 13 мая 1839);
- кардинал Карло Оппиццони — кардинал-протопресвитер (13 мая 1839 — 13 апреля 1855);
- кардинал Джакомо Филиппо Франсони — кардинал-протопресвитер 13 апреля 1855 — 20 апреля 1856;
- кардинал Бенедетто Барберини — кардинал-протопресвитер 20 апреля 1856 — 10 апреля 1863;
- кардинал Антонио Тости — кардинал-протопресвитер 10 апреля 1863 — 20 марта 1866;
- кардинал Энгельберт Стеркс — кардинал-протопресвитер 20 марта 1866 — 6 декабря 1867;
- кардинал Филиппо Де Анджелис — кардинал-протопресвитер 6 декабря 1867 — 8 июля 1877;
- кардинал Фридрих Иоганн Йозеф Целестин цу Шварценберг — кардинал-протопресвитер 8 июля 1877 — 27 марта 1885;
- кардинал Люсьен-Луи-Жозеф-Наполеон Бонапарт — кардинал-протопресвитер 27 марта 1885 — 19 ноября 1895;
- кардинал Густав Адольф фон Гогенлоэ-Шиллингсфюрст — кардинал-протопресвитер 19 ноября 1895 — 30 октября 1896;
- кардинал Мечислав Ледуховский — кардинал-протопресвитер 30 октября 1896 — 22 июля 1902;
- кардинал Жозе Себаштьян де Алмейда Нету — кардинал-протопресвитер 22 июля 1902 — 7 декабря 1920;
- кардинал Джеймс Гиббонс — кардинал-протопресвитер 7 декабря 1920 — 24 марта 1921;
- кардинал Майкл Лог — кардинал-протопресвитер 24 марта 1921 — 19 ноября 1924;
- кардинал Джузеппе Франчика-Нава ди Бонтифе — кардинал-протопресвитер 19 ноября 1924 — 7 декабря 928;
- кардинал Лев Скрбенский из Гржиште — кардинал-протопресвитер 7 декабря 1928 — 24 декабря 1938;
- кардинал Уильям Генри О’Коннелл — кардинал-протопресвитер 24 декабря 1938 — 22 апреля 1944;
- кардинал Алессио Аскалези — кардинал-протопресвитер 22 апреля 1944 — 11 мая 1952;
- кардинал Михаэль фон Фаульхабер — кардинал-протопресвитер 11 мая — 12 июня 1952;
- кардинал Алессандро Верде — кардинал-протопресвитер 12 июня 1952 — 29 марта 1958;
- кардинал Йозеф-Эрнест ван Руй — кардинал-протопресвитер 29 марта 1958 — 6 августа 1961;
- кардинал Мануэл Гонсалвиш Сережейра — кардинал-протопресвитер 6 августа 1961 — 2 августа 1977;
- кардинал Норман Томас Гилрой — кардинал-протопресвитер 2 августа — 21 октября 1977;
- кардинал Йозеф Фрингс — кардинал-протопресвитер 21 октября 1977 — 17 декабря 1978;
- кардинал Антонио Каджиано — кардинал-протопресвитер 17 декабря 1978 — 23 октября 1979;
- кардинал Карлуш Кармелу де Вашконшелош Мотта — кардинал-протопресвитер 23 октября 1979 — 18 сентября 1982;
- кардинал Джузеппе Сири — кардинал-протопресвитер 18 сентября 1982 — 2 мая 1989;
- кардинал Поль-Эмиль Леже — кардинал-протопресвитер 2 мая 1989 — 13 ноября 1991;
- кардинал Франц Кёниг — кардинал-протопресвитер 13 ноября 1991 — 13 марта 2004;
- кардинал Стефан Ким Су Хван — кардинал-протопресвитер 13 марта 2004 — 16 февраля 2009;
- кардинал Эужениу ди Араужу Салис — кардинал-протопресвитер 16 февраля 2009 — 9 июля 2012;
- кардинал Паулу Эваристу Арнс — кардинал-протопресвитер 9 июля 2012 — 14 декабря 2016;
- кардинал Михаил Мичаи Китбунчу — кардинал-протопресвитер 14 декабря 2016 — по настоящее время.